# Patrie (dirigível)

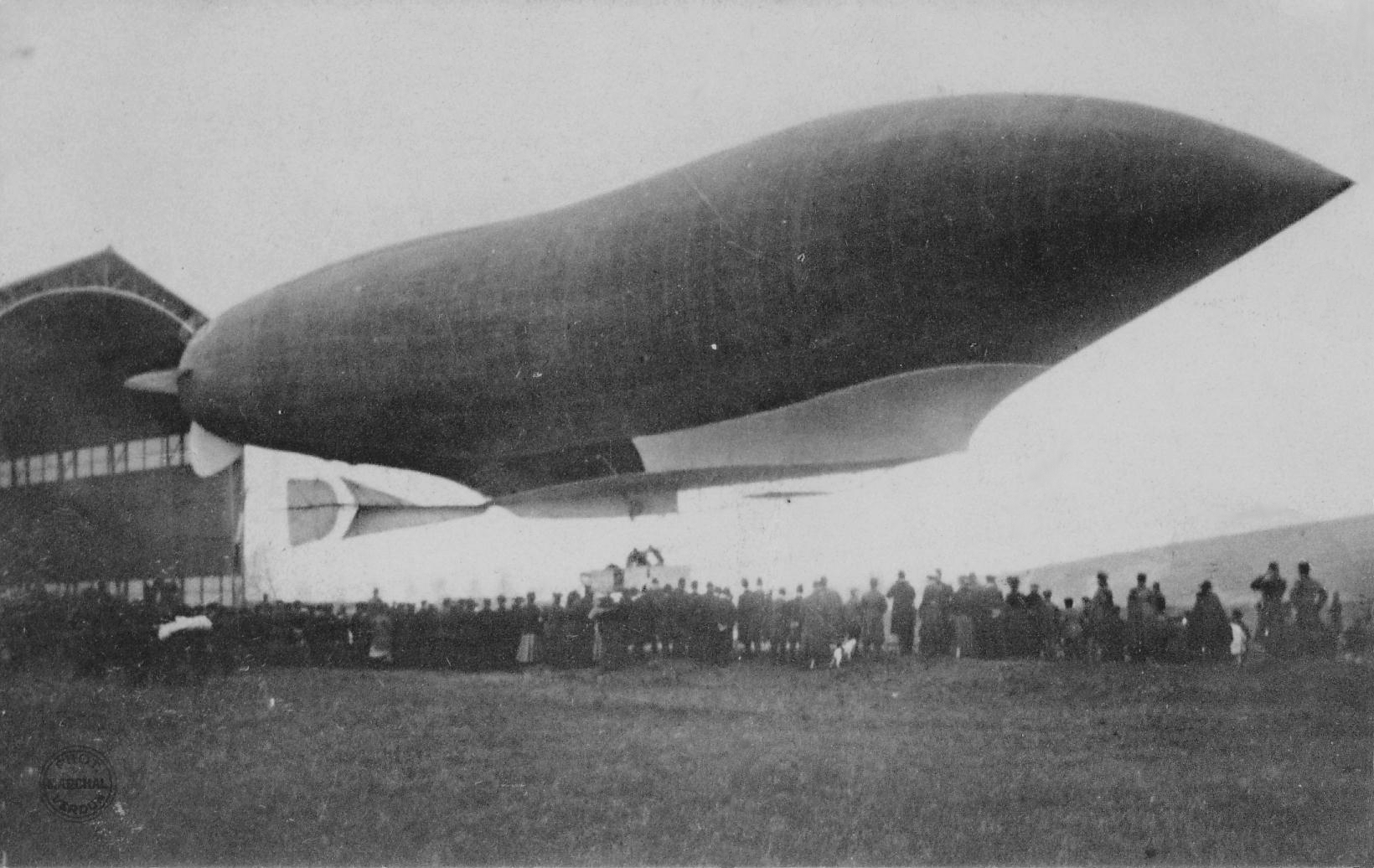
Patrie, 1907

O Patrie foi um dirigível semirrígido construído pela empresa francesa Lebaudy Frères e concluído em novembro de 1906. Seu comprimento era de 61 m. O primeiro voo ocorreu em 16 de novembro de 1906. Durante uma tempestade, em 30 de novembro de 1907, o dirigível foi arrancado de suas amarras e, apesar do esforço de cerca de 200 soldados que tentaram contê-lo, foi levado pelos ventos fortes e perdido de vista. Após atravessar o canal Britânico, e passar despercebido pelo espaço aéreo inglês durante a noite, o Patrie foi visto sobre o país de Gales e Irlanda em primeiro de dezembro. Teve uma curta queda perto de Belfast antes de subir novamente e ser levado sentido oceano atlântico. Após um avistamento por um navio a vapor sobre as Hébridas, ele nunca mais foi visto. O exército francês encomendou em seguida, um segundo dirigível, o République.